# آلامو رنت کار
آلامو رنت کار (انگلیسی: Alamo Rent a Car) شرکت اجاره خودرو آمریکایی است،که در سال ۱۹۷۴ تأسیس شد.